# NXT TakeOver: Vengeance Day
NXT TakeOver: Vengeance Day – gala wrestlingu wyprodukowana przez federację WWE dla zawodników z brandu NXT. Odbyła się 14 lutego 2021 w WWE Performance Center w Orlando w stanie Floryda. Emisja była przeprowadzana na żywo za pośrednictwem WWE Network oraz w systemie pay-per-view. Była to trzydziesta trzecia gala w chronologii cyklu NXT TakeOver i pierwsza w 2021 roku.
Podczas gali odbyło się pięć walk. W walce wieczoru, Finn Bálor obronił NXT Championship po zwycięstwie nad Pete’em Dunne’em. Na gali odbyły się finały turnieju Dusty Rhodes Tag Team Classic kobiet i mężczyzn. W pierwszym z wymienionych Dakota Kai i Raquel González były lepsze od Ember Moon i Shotzi Blackheart, natomiast w drugim zwycięzcami okazali się MSK (Nash Carter i Wes Lee) po wygranej nad Grizzled Young Veterans (James Drake i Zack Gibson).

## Produkcja
NXT TakeOver: Vengeance Day oferowało walki profesjonalnego wrestlingu z udziałem wrestlerów z brandu NXT. Oskryptowane rywalizacje (storyline’y) kreowane są podczas cotygodniowych gal NXT. Wrestlerzy są przedstawieni jako heele (negatywni, źli zawodnicy i najczęściej wrogowie publiki) i face’owie (pozytywni, dobrzy i najczęściej ulubieńcy publiki), którzy rywalizują pomiędzy sobą w seriach walk mających budować napięcie. Kulminacją rywalizacji jest walka wrestlerska lub ich seria. NXT TakeOver: Vengeance Day było pierwszą galą cyklu TakeOver wyprodukowaną w 2021.

### Wpływ COVID-19
W wyniku pandemii COVID-19, która zaczęła wpływać na branżę w połowie marca 2020, WWE musiało zaprezentować większość swojego programu z zestawu bez udziału realnej publiczności. Transmisje NXT odbyły się początkowo w macierzystej bazie NXT w Full Sail University w Winter Park w stanie Floryda. W październiku 2020 roku wydarzenia NXT zostały przeniesione do WWE Performance Center w Orlando w stanie Floryda, gdzie znajduje się "Capitol Wrestling Center", hołd złożony Capitol Wrestling Corporation, poprzednikowi WWE. Podobnie jak WWE ThunderDome wykorzystywane do programowania Raw i SmackDown, tablice LED zostały umieszczone wokół Performance Center, aby fani mogli uczestniczyć wirtualnie, podczas gdy dodatkowo obecni byli przyjaciele i członkowie rodziny wrestlerów, a także ograniczona liczba rzeczywistych fanów, oddzielonych od siebie ściankami z szkła.

### Rywalizacje
3 lutego na odcinku NXT, Pete Dunne zażądał, aby NXT Champion Finn Bálor dał mu walkę o tytuł. Następnie Bálor wszedł na ring i powiedział Dunne’owi, że dostanie swoją walkę podczas Vengeance Day. Na ring wszedł zwycięzca męskiego Royal Rumble matchu Edge. Opowiedział o tym, jak widzenie zapału, pasji i skupienia się na wrestlingu w NXT pomogło mu zmotywować go do powrotu. Powiedział, że nigdy nie posiadał mistrzostw NXT i powiedział Bálorowi i Dunne’owi, że będzie oglądał ich walkę podczas Vengeance Day i niezależnie od tego, kto wygra, może to pomóc mu zdecydować, o które światowe mistrzostwo będzie walczył na WrestleManii 37.
W styczniu 2021 roku, ogłoszono szóstą edycję turnieju Dusty Rhodes Tag Team Classic, a po raz pierwszy ogłoszono również wersję dla kobiet. Finały turniejów kobiet i mężczyzn zaplanowano na Vengeance Day.

## Wyniki walk
| Nr                                 | Wyniki                                                                                        | Stypulacje | Czas  |
| ---------------------------------- | --------------------------------------------------------------------------------------------- | --- | ----- |
| 1                                  | Dakota Kai i Raquel González pokonały Ember Moon i Shotzi Blackheart                          | Finał turnieju Dusty Rhodes Tag Team Classic kobiet Zwyciężczynie otrzymają możliwość walki o WWE Women’s Tag Team Championship. | 17:41 |
| 2                                  | Johnny Gargano (c) pokonał Kushidę                                                            | Singles match o NXT North American Championship                                                                                  | 24:49 |
| 3                                  | MSK (Nash Carter i Wes Lee) pokonali Grizzled Young Veterans (Jamesa Drake’a i Zacka Gibsona) | Finał turnieju Dusty Rhodes Tag Team Classic mężczyzn Zwycięzcy otrzymają możliwość walki o NXT Tag Team Championship.           | 18:26 |
| 4                                  | Io Shirai (c) pokonała Mercedes Martinez i Toni Storm                                         | Triple Threat match o NXT Women’s Championship                                                                                   | 12:13 |
| 5                                  | Finn Bálor (c) pokonał Pete’a Dunne’a                                                         | Singles match o NXT Championship                                                                                                 | 25:11 |
| (c) – mistrz/mistrzyni przed walką |                                                                                               | |       |

### Turnieje Dusty Rhodes Tag Team Classic

#### Mężczyzn
|  | Pierwsza runda NXT i 205 Live (13–22 stycznia)      | Pierwsza runda NXT i 205 Live (13–22 stycznia)      |                                                     |       | Ćwierćfinały NXT (27 stycznia–3 lutego) | Ćwierćfinały NXT (27 stycznia–3 lutego) |  |  | Półfinały NXT (10 lutego) | Półfinały NXT (10 lutego) |  |  | Finał NXT TakeOver: Vengeance Day (14 lutego) | Finał NXT TakeOver: Vengeance Day (14 lutego) |
|  |                                                     |                                                     |                                                     |       |                                         |                                         |  |  |                           |                           |  |  |                                               |                                               |
|  |                                                     |                                                     |                                                     |       |                                         |                                         |  |  |                           |                           |  |  |                                               |                                               |
|  |                                                     |                                                     |                                                     |       |                                         |                                         |  |  |                           |                           |  |  |                                               |                                               |
|  | The Undisputed Era (Adam Cole i Roderick Strong)    | Pin                                                 |                                                     |       |                                         |                                         |  |  |                           |                           |  |  |                                               |                                               |
|  | The Undisputed Era (Adam Cole i Roderick Strong)    | Pin                                                 |                                                     |       |                                         |                                         |  |  |                           |                           |  |  |                                               |                                               |
|  | Breezango (Tyler Breeze i Fandango)                 | 11:57                                               |                                                     |       |                                         |                                         |  |  |                           |                           |  |  |                                               |                                               |
|  | Breezango (Tyler Breeze i Fandango)                 | 11:57                                               | The Undisputed Era (Adam Cole i Roderick Strong)    | 17:05 |                                         |                                         |  |  |                           |                           |  |  |                                               |                                               |
|  |                                                     |                                                     | The Undisputed Era (Adam Cole i Roderick Strong)    | 17:05 |                                         |                                         |  |  |                           |                           |  |  |                                               |                                               |
|  |                                                     | Tommaso Ciampa i Timothy Thatcher                   | Pin                                                 |       |                                         |                                         |  |  |                           |                           |  |  |                                               |                                               |
|  | Tommaso Ciampa i Timothy Thatcher                   | Tommaso Ciampa i Timothy Thatcher                   | Pin                                                 | Pin   |                                         |                                         |  |  |                           |                           |  |  |                                               |                                               |
|  | Tommaso Ciampa i Timothy Thatcher                   |                                                     |                                                     | Pin   |                                         |                                         |  |  |                           |                           |  |  |                                               |                                               |
|  | Ariya Daivari i Tony Nese                           |                                                     |                                                     |       |                                         |                                         |  |  |                           |                           |  |  |                                               |                                               |
|  | Tommaso Ciampa i Timothy Thatcher                   | 11:37                                               |                                                     |       |                                         |                                         |  |  |                           |                           |  |  |                                               |                                               |
|  | Tommaso Ciampa i Timothy Thatcher                   | 11:37                                               |                                                     |       |                                         |                                         |  |  |                           |                           |  |  |                                               |                                               |
|  |                                                     | Grizzled Young Veterans (James Drake i Zack Gibson) | Pin                                                 |       |                                         |                                         |  |  |                           |                           |  |  |                                               |                                               |
|  | Kushida i Leon Ruff                                 | Grizzled Young Veterans (James Drake i Zack Gibson) | Pin                                                 | Pin   |                                         |                                         |  |  |                           |                           |  |  |                                               |                                               |
|  | Kushida i Leon Ruff                                 |                                                     |                                                     | Pin   |                                         |                                         |  |  |                           |                           |  |  |                                               |                                               |
|  | The Way (Johnny Gargano i Austin Theory)            | 14:46                                               |                                                     |       |                                         |                                         |  |  |                           |                           |  |  |                                               |                                               |
|  | The Way (Johnny Gargano i Austin Theory)            | 14:46                                               | Kushida i Leon Ruff                                 | 9:51  |                                         |                                         |  |  |                           |                           |  |  |                                               |                                               |
|  |                                                     |                                                     | Kushida i Leon Ruff                                 | 9:51  |                                         |                                         |  |  |                           |                           |  |  |                                               |                                               |
|  |                                                     | Grizzled Young Veterans (James Drake i Zack Gibson) | Pin                                                 |       |                                         |                                         |  |  |                           |                           |  |  |                                               |                                               |
|  | Ever-Rise (Chase Parker i Matt Martel)              | Grizzled Young Veterans (James Drake i Zack Gibson) | Pin                                                 | 7:58  |                                         |                                         |  |  |                           |                           |  |  |                                               |                                               |
|  | Ever-Rise (Chase Parker i Matt Martel)              |                                                     |                                                     | 7:58  |                                         |                                         |  |  |                           |                           |  |  |                                               |                                               |
|  | Grizzled Young Veterans (James Drake i Zack Gibson) | Pin                                                 |                                                     |       |                                         |                                         |  |  |                           |                           |  |  |                                               |                                               |
|  | Grizzled Young Veterans (James Drake i Zack Gibson) | Pin                                                 | Grizzled Young Veterans (James Drake i Zack Gibson) | 18:26 |                                         |                                         |  |  |                           |                           |  |  |                                               |                                               |
|  |                                                     |                                                     | Grizzled Young Veterans (James Drake i Zack Gibson) | 18:26 |                                         |                                         |  |  |                           |                           |  |  |                                               |                                               |
|  |                                                     | MSK (Nash Carter i Wes Lee)                         | Pin                                                 |       |                                         |                                         |  |  |                           |                           |  |  |                                               |                                               |
|  | MSK (Nash Carter i Wes Lee)                         | MSK (Nash Carter i Wes Lee)                         | Pin                                                 | Pin   |                                         |                                         |  |  |                           |                           |  |  |                                               |                                               |
|  | MSK (Nash Carter i Wes Lee)                         |                                                     |                                                     | Pin   |                                         |                                         |  |  |                           |                           |  |  |                                               |                                               |
|  | Jake Atlas i Isaiah Swerve Scott                    | 8:36                                                |                                                     |       |                                         |                                         |  |  |                           |                           |  |  |                                               |                                               |
|  | Jake Atlas i Isaiah Swerve Scott                    | 8:36                                                | MSK (Nash Carter i Wes Lee)                         | Pin   |                                         |                                         |  |  |                           |                           |  |  |                                               |                                               |
|  |                                                     |                                                     | MSK (Nash Carter i Wes Lee)                         | Pin   |                                         |                                         |  |  |                           |                           |  |  |                                               |                                               |
|  |                                                     | Drake Maverick i Killian Dain                       | 11:04                                               |       |                                         |                                         |  |  |                           |                           |  |  |                                               |                                               |
|  | August Grey i Curt Stallion                         | Drake Maverick i Killian Dain                       | 11:04                                               |       |                                         |                                         |  |  |                           |                           |  |  |                                               |                                               |
|  |                                                     |                                                     |                                                     |       |                                         |                                         |  |  |                           |                           |  |  |                                               |                                               |
|  | Drake Maverick i Killian Dain                       | Pin                                                 |                                                     |       |                                         |                                         |  |  |                           |                           |  |  |                                               |                                               |
|  | Drake Maverick i Killian Dain                       | Pin                                                 | MSK (Nash Carter i Wes Lee)                         | Pin   |                                         |                                         |  |  |                           |                           |  |  |                                               |                                               |
|  |                                                     |                                                     | MSK (Nash Carter i Wes Lee)                         | Pin   |                                         |                                         |  |  |                           |                           |  |  |                                               |                                               |
|  |                                                     | Legado Del Fantasma (Joaquin Wilde i Raul Mendoza)  | 9:34                                                |       |                                         |                                         |  |  |                           |                           |  |  |                                               |                                               |
|  | Lucha House Party (Gran Metalik i Lince Dorado)     | Legado Del Fantasma (Joaquin Wilde i Raul Mendoza)  | 9:34                                                | Pin   |                                         |                                         |  |  |                           |                           |  |  |                                               |                                               |
|  | Lucha House Party (Gran Metalik i Lince Dorado)     |                                                     |                                                     | Pin   |                                         |                                         |  |  |                           |                           |  |  |                                               |                                               |
|  | Imperium (Fabian Aichner i Marcel Barthel)          | 9:54                                                |                                                     |       |                                         |                                         |  |  |                           |                           |  |  |                                               |                                               |
|  | Imperium (Fabian Aichner i Marcel Barthel)          | 9:54                                                | Lucha House Party (Gran Metalik i Lince Dorado)     | 6:23  |                                         |                                         |  |  |                           |                           |  |  |                                               |                                               |
|  |                                                     |                                                     | Lucha House Party (Gran Metalik i Lince Dorado)     | 6:23  |                                         |                                         |  |  |                           |                           |  |  |                                               |                                               |
|  |                                                     | Legado Del Fantasma (Joaquin Wilde i Raul Mendoza)  | Pin                                                 |       |                                         |                                         |  |  |                           |                           |  |  |                                               |                                               |
|  | The Bollywood Boyz (Samir Singh i Sunil Singh)      | Legado Del Fantasma (Joaquin Wilde i Raul Mendoza)  | Pin                                                 |       |                                         |                                         |  |  |                           |                           |  |  |                                               |                                               |
|  |                                                     |                                                     |                                                     |       |                                         |                                         |  |  |                           |                           |  |  |                                               |                                               |
|  | Legado Del Fantasma (Joaquin Wilde i Raul Mendoza)  | Pin                                                 |                                                     |       |                                         |                                         |  |  |                           |                           |  |  |                                               |                                               |
|  | Legado Del Fantasma (Joaquin Wilde i Raul Mendoza)  | Pin                                                 |                                                     |       |                                         |                                         |  |  |                           |                           |  |  |                                               |                                               |

#### Kobiet
|  | Ćwierćfinały NXT i 205 Live (20–29 stycznia) | Ćwierćfinały NXT i 205 Live (20–29 stycznia) |                                         |       | Półfinały NXT (3–10 lutego) | Półfinały NXT (3–10 lutego) |  |  | Finał NXT TakeOver: Vengeance Day (14 lutego) | Finał NXT TakeOver: Vengeance Day (14 lutego) |
|  |                                              |                                              |                                         |       |                             |                             |  |  |                                               |                                               |
|  |                                              |                                              |                                         |       |                             |                             |  |  |                                               |                                               |
|  |                                              |                                              |                                         |       |                             |                             |  |  |                                               |                                               |
|  | Cora Jade i Gigi Dolin                       |                                              |                                         |       |                             |                             |  |  |                                               |                                               |
|  |                                              |                                              |                                         |       |                             |                             |  |  |                                               |                                               |
|  | The Way (Candice LeRae i Indi Hartwell)      | Pin                                          |                                         |       |                             |                             |  |  |                                               |                                               |
|  | The Way (Candice LeRae i Indi Hartwell)      | Pin                                          | The Way (Candice LeRae i Indi Hartwell) | 14:19 |                             |                             |  |  |                                               |                                               |
|  |                                              |                                              | The Way (Candice LeRae i Indi Hartwell) | 14:19 |                             |                             |  |  |                                               |                                               |
|  |                                              | Ember Moon i Shotzi Blackheart               | Pin                                     |       |                             |                             |  |  |                                               |                                               |
|  | Ember Moon i Shotzi Blackheart               | Ember Moon i Shotzi Blackheart               | Pin                                     | Sub   |                             |                             |  |  |                                               |                                               |
|  | Ember Moon i Shotzi Blackheart               |                                              |                                         | Sub   |                             |                             |  |  |                                               |                                               |
|  | Marina Shafir i Zoey Stark                   |                                              |                                         |       |                             |                             |  |  |                                               |                                               |
|  | Ember Moon i Shotzi Blackheart               | 17:40                                        |                                         |       |                             |                             |  |  |                                               |                                               |
|  | Ember Moon i Shotzi Blackheart               | 17:40                                        |                                         |       |                             |                             |  |  |                                               |                                               |
|  |                                              | Dakota Kai i Raquel González                 | Pin                                     |       |                             |                             |  |  |                                               |                                               |
|  | Kacy Catanzaro i Kayden Carter               | Dakota Kai i Raquel González                 | Pin                                     | Pin   |                             |                             |  |  |                                               |                                               |
|  | Kacy Catanzaro i Kayden Carter               |                                              |                                         | Pin   |                             |                             |  |  |                                               |                                               |
|  | Mercedes Martinez i Toni Storm               | 9:27                                         |                                         |       |                             |                             |  |  |                                               |                                               |
|  | Mercedes Martinez i Toni Storm               | 9:27                                         | Kacy Catanzaro i Kayden Carter          | 13:01 |                             |                             |  |  |                                               |                                               |
|  |                                              |                                              | Kacy Catanzaro i Kayden Carter          | 13:01 |                             |                             |  |  |                                               |                                               |
|  |                                              | Dakota Kai i Raquel González                 | Pin                                     |       |                             |                             |  |  |                                               |                                               |
|  | Aliyah i Jessi Kamea                         | Dakota Kai i Raquel González                 | Pin                                     | 5:56  |                             |                             |  |  |                                               |                                               |
|  | Aliyah i Jessi Kamea                         |                                              |                                         | 5:56  |                             |                             |  |  |                                               |                                               |
|  | Dakota Kai i Raquel González                 | Pin                                          |                                         |       |                             |                             |  |  |                                               |                                               |
|  | Dakota Kai i Raquel González                 | Pin                                          |                                         |       |                             |                             |  |  |                                               |                                               |